# Bảo tàng Kiến trúc bằng gỗ của Vùng Siedlce
Bảo tàng Kiến trúc bằng gỗ của Vùng Siedlce (tiếng Ba Lan: Muzeum Architektury Drewnianej Regionu Siedleckiego) là một bảo tàng ngoài trời tư nhân tọa lạc tại làng Nowa Sucha, xã Grębków, huyện Węgrowski, tỉnh Mazowieckie, Ba Lan.

## Lịch sử
Vào năm 1988, Maria và Marek Kwiatkowski mua lại một trang viên đổ nát trong làng. Trang viên này được xây dựng bằng gỗ của thông rụng lá vào năm 1743 theo ý của người cai quản thành trì Liw lúc bấy giờ là Ignacy Cieszkowski. Cặp đôi đã bắt đầu cải tạo tòa nhà lịch sử, nhưng vẫn cố gắng bảo tồn sàn gỗ ban đầu nhiều nhất có thể. Sau vài năm xây dựng và trùng tu, trang viên có lại được diện mạo ban đầu. Nội thất của trang viên cũng được phục dựng.
Vào ngày 14 tháng 10 năm 1993, nhân dịp kỷ niệm 250 năm thành lập trang viên, trang viên chính thức mở cửa cho công chúng. Xung quanh trang viên có một khu vườn, một gốc cây cổ thụ và tòa nhà của một công trình kiến trúc được xây dựng vào thế kỷ 19 cũng được bảo tồn. Bảo tàng Kiến trúc bằng gỗ của Vùng Siedlce được thành lập trong khu vực liền kề trang viên, nơi có các tòa nhà trước đây là một khu trang trại. Marek Kwiatkowski đã xuất bản một cuốn sách về bảo tàng ngoài trời này.